# Irhab, Syria
Irhab (tiếng Ả Rập: أرحاب) là một ngôi làng ở phía bắc Syria, một phần hành chính của quận Mount Simeon của Tỉnh Aleppo, nằm ở phía tây Aleppo. Theo Cục Thống kê Trung ương Syria (CBS), nó có dân số 110 người trong cuộc điều tra dân số năm 2004.